# Suphisellus lineatus
Suphisellus lineatus är en skalbaggsart som först beskrevs av Horn 1871.  Suphisellus lineatus ingår i släktet Suphisellus och familjen grävdykare. Inga underarter finns listade i Catalogue of Life.